# Tvärbanan
Tvärbanan è una linea metrotranviaria del trasporto pubblico di Stoccolma, in Svezia.
Mette in comunicazione la zona meridionale della città con quella occidentale, con il vantaggio di non passare per il centro cittadino, rappresentando così un considerevole vantaggio per la riduzione del traffico.
Il suo percorso presenta numerosi interscambi con altri sistemi di trasporto locali: presso Liljeholmen vi è un collegamento con la linea rossa della con la locale metropolitana, mentre presso Gullmarsplan, Alvik e Globen comunica con la linea verde della metropolitana. La stazione di Alvik comunica anche con il Nockebybanan, ferrovia leggera diretta verso l'area di Nockeby. Dalla fermata di Årstaberg transitano le linee 35 e 36 dei treni suburbani Pendeltåg. Gullmarsplan ospita inoltre un servizio di autobus di linea, diretti verso le aree di Tyresö, Haninge, Årsta e Södermalm. Infine, presso Sickla station è presente un interscambio con la ferrovia suburbana elettrificata a scartamento ridotto Saltsjöbanan.
Nell'anno 2005, durante un normale giorno lavorativo era utilizzato da una media di circa 32 000 persone, salite a 44 000 nel 2007.
I veicoli utilizzati dal Tvärbanan sono i treni A32/Bombardier Flexity Swift, che possono qui raggiungere una velocità massima di 80 km/h.
I ponti percorsi dal Tvärbanan sono Alviksbron, Gröndalsbron e Fredriksdalsbron.

## Percorsi e stazioni
Il Tvärbanan si presenta con due linee: la prima (composta da 26 fermate) va attualmente da Sickla fino alla Solna passando per il centro di Stoccolma, mentre la seconda (composta da sole 6 fermate) parte da Alviks strand fino ad arrivare all'Aeroporto di Stoccolma-Bromma.
Il percorso attuale è stato ampliato nel corso degli anni. In origine, infatti, quando nel 2000 il Tvärbanan divenne operativo, il primo tratto era rappresentato dal segmento compreso tra Gullmarsplan e Liljeholmen, poi in seguito aprì il tratto da Liljeholmen ad Alvik. Nel 2002 ci fu l'estensione da Gullmarsplan a Sickla udde, seguita nel 2013 dal collegamento tra Alvik e Solna centrum il quale venne a sua volta ampliato fino all'attuale capolinea di Solna station. Nel 2017 fu la volta dell'ampliamento da Sickla udde a Sickla station, nel 2021 invece divenne operativa la nuova diramazione tra Norra Ulvsunda e l'Aeroporto di Stoccolma-Bromma.
Una volta terminati i lavori, la diramazione che al momento termina presso l'aeroporto di Bromma verrà prolungata in direzione nord fino all'area di Helenelund.
| Linea | Tratta                           | Lunghezza | Fermate |
| ----- | -------------------------------- | --------- | ------- |
| L30   | Sickla station – Solna station   | 19.0 km   | 26      |
| L31   | Bromma flygplats – Alviks strand | 3.8 km    | 6       |